# Thomas Schröder (Tischtennisspieler)
Thomas Schröder (* 28. Dezember 1977) ist ein ehemaliger deutscher Tischtennisnationalspieler. Er war mehrfacher Jugendeuropameister und nahm an der Europameisterschaft 1996 der Erwachsenen teil.

## Jugend
Thomas Schröder ist Abwehrspieler. Er begann seine Laufbahn beim Oberligaverein TV Hude. Ab 1990 genoss er fünf Jahre lang eine Ausbildung im Tischtenniszentrum Heidelberg, unter anderem unter dem Trainer Charles Roesch. Seine größten Erfolge erzielte Schröder bei Jugend-Europameisterschaften. In der Kadetten-Klasse erreichte er 1991 in Granada an der Seite von Thomas Theissmann das Endspiel im Doppel, mit der Mannschaft wurde er Europameister. Im Folgejahr holte er in Topoľčany im Einzel und im Doppel mit Zoltan Fejer-Konnerth den Titel. In der Juniorenklasse wurde er 1994 Zweiter (hinter dem Österreicher Kostadin Lengerov) und 1995 Mannschaftseuropameister.
Auf nationaler Ebene gewann Thomas Schröder dreimal das Bundesranglistenturnier DTTB-TOP 12: 1991 bei den Schülern, 1995 bei der Jugend und 1996 bei den Junioren. 1991 wurde er deutscher Schülermeister im Mixed-Doppel mit Anna Lunski. Silber gewann er im Einzel 1991 bei den Schülern sowie 1992 und 1995 bei den Jugendlichen, zudem 1995 im Jungen-Doppel mit Zoltan Fejer-Konnerth.

## Erwachsene
1994 wechselte Schröder in die Tischtennis-Bundesliga, wo er bis 2001 bei mehreren Vereinen in der höchsten und zweithöchsten Klasse spielte. 2001 verhalf er TTC Helga Hannover zum Aufstieg in die 1. Bundesliga.
1996 wurde er für die Europameisterschaft nominiert. Hier wurde er in den Mannschaftskämpfen gegen Slowenien, Frankreich und Russland eingesetzt, blieb dabei jedoch sieglos. Auch im Einzel- und Doppelwettbewerb schied er sofort aus. Lediglich im Mixed mit Jie Schöpp gelangen zwei Siege.

## Vereine
- bis 1994: TV Hude (Oberliga)[2]
- 1994–1997: TTC Grenzau (1. Bundesliga)[3]
- 1997–1998: TTV Gönnern (1. Bundesliga)[4]
- 1998–1999: TTC RhönSprudel Fulda-Maberzell (2. Bundesliga)[5]
- 1999–2000: TTC Grenzau[6]
- 2000–2001: TTC Helga Hannover (2. Bundesliga)[7]
- 2001–2004: Hamburger SV (2. Bundesliga)[8]
- seit 2004: TV Hude (unter Oberliga)

## Turnierergebnisse
| Verband | Veranstaltung                         | Jahr | Ort          | Land | Einzel    | Doppel        | Mixed | Team |
| ------- | ------------------------------------- | ---- | ------------ | ---- | --------- | ------------- | ----- | ---- |
| GER     | Jugend-Europameisterschaft (Kadetten) | 1992 | Topoľčany    | TCH  | Gold      | Gold          |       |      |
| GER     | Jugend-Europameisterschaft (Kadetten) | 1991 | Granada      | ESP  |           | Silber        |       | 1    |
| GER     | Jugend-Europameisterschaft (Junioren) | 1995 | Den Haag     | NED  |           |               |       | 1    |
| GER     | Jugend-Europameisterschaft (Junioren) | 1994 | Paris        | FRA  | Silber    |               |       |      |
| GER     | Pro Tour                              | 1998 | Ji' Nan City | CHN  | letzte 32 |               |       |      |
| GER     | Pro Tour                              | 1997 | Kalmar       | SWE  |           | Rd 1          |       |      |
| GER     | Pro Tour                              | 1997 | Chiba        | JPN  |           | letzte 16     |       |      |
| GER     | Pro Tour                              | 1997 | Kettering    | ENG  |           | Viertelfinale |       |      |